# Tobías (nombre)
Tobías  es un nombre propio masculino en su variante en español. Procede del hebreo טוביאס (Tobias), derivado del nombre «Tobijah» y significa  «Aquel que agradece su vida a Dios.
Significado del nombre Tobías: El nombre de Tobías, «Tobiyyahu», está formado por «tob», bueno, y «Yahveh»; su significado es «Yahveh es bueno» o «Dios es bueno».

## Origen
Tobías  es el nombre de varios personajes bíblicos del Antiguo Testamento:
- Tobías fundador  de una familia que volvió del cautiverio babilónico, (Esdras 2:60).
- Tobías amonita que se opuso a la restauración de las murallas de Jerusalén, (Nehemías 2:20; 4:3,7).
- Tobías levita  que, por orden  del rey Josafat, enseñaba la Ley por las ciudades  de Judá, (2ª de Crónicas 17:8).
- Tobías judío que llevó al profeta Zacarías, (Zacarías 6:10, 11, 14).
- Tobías había un territorio asignado a los descendientes de Tobias (1 Macabeos 5:13).

## Equivalencias en otros idiomas
| Variantes en otras lenguas | Variantes en otras lenguas |
| -------------------------- | -------------------------- |
| Español                    | Tobías                     |
| Alemán                     | Tobias                     |
| Catalán                    | Tobies                     |
| Checo                      | Tobias                     |
| Griego                     | Τωβίας                     |
| Francés                    | Tobie                      |
| Hebreo                     | טוביאס                     |
| Inglés                     | Tobias                     |
| Italiano                   | Tobias                     |
| Lituano                    | Tobias                     |
| Neerlandés                 | Tobias                     |
| Polaco                     | Tobiasz                    |
| Portugués                  | Tobias                     |
| Ruso                       | Тобиас                     |

## Santoral
La celebración del santo de Tobías se corresponde con el día 7 de febrero.